# Podul Grant

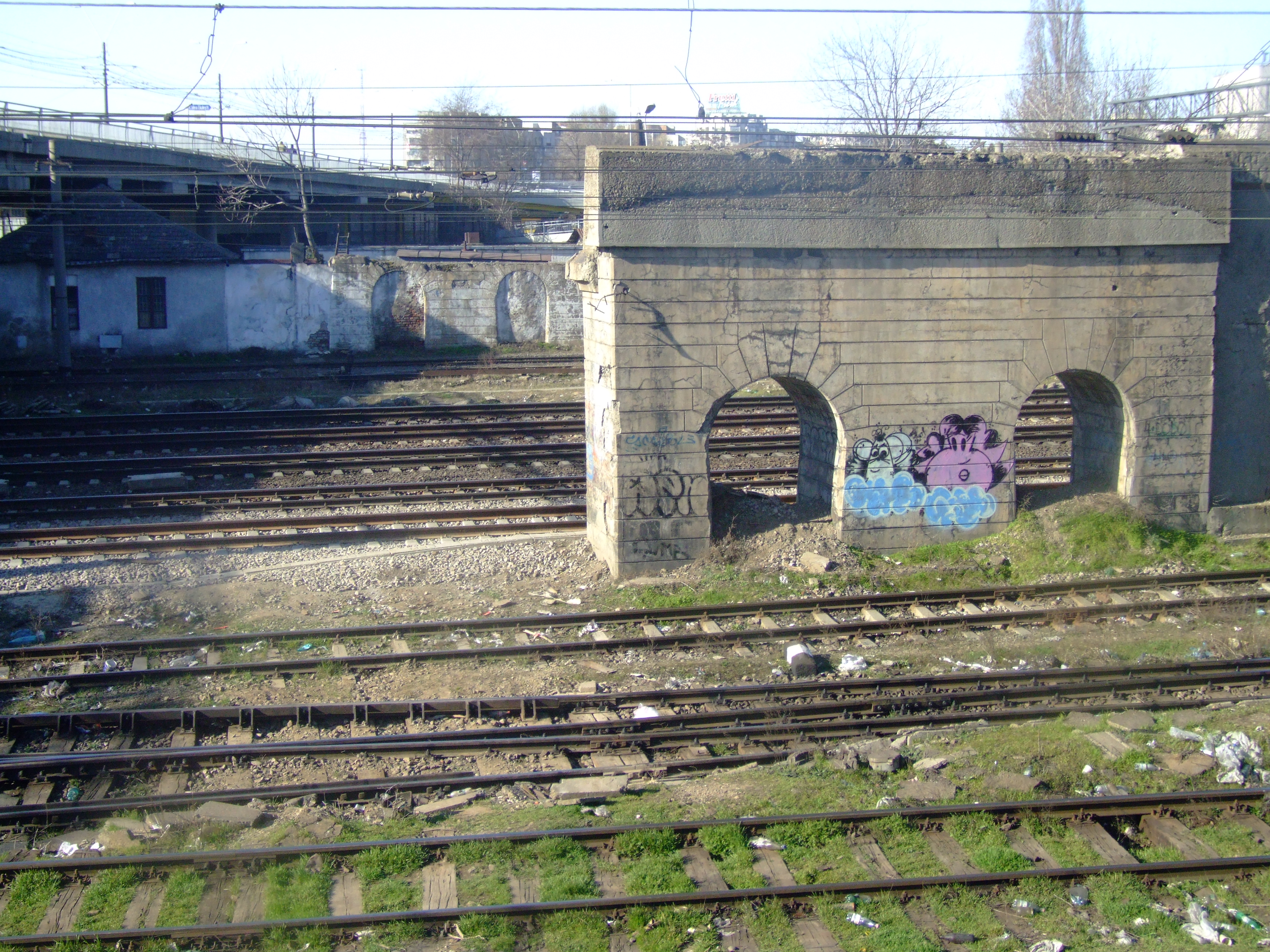
Pilonii podului vechi.
În partea stânga-sus a imaginii se vede o porțiune din podul actual.

Podul Grant este un pod pentru șosea și tramvai din București, inaugurat în 1982, care traversează liniile de cale ferată ce pătrund spre Gara Basarab și Gara București Nord. 

## Istoric
Primul pod, inaugurat în 1909, consta din patru tabliere metalice din oțel pudlat, cu deschiderea de 42 m, cu grinzi cu zăbrele calea jos, de tip Schwedler, care au fost recuperate de la podul peste râul Putna Seacă, de pe linia Buzău-Mărășești, când acestea au fost înlocuite cu altele din oțel. Ulterior, când au fost construite cele două linii de acces în depoul București Călători, podul Grant a fost lungit cu două deschideri de câte 10 m, din grinzi metalice înglobate în beton. În anul 1929, „Atelierele Centrale de Poduri”, întreprindere proprie a Companiei de Căi Ferate din România, specializată în uzinarea și montajul podurilor de cale ferată, a executat lucrări de consolidare a Podului Grant.
La sfârșitul anilor '70 și începutul anilor '80, paralel cu acesta a fost construit un nou pod. Noul pod Grant, care trece peste un grup de căi ferate de 136 de metri lățime, a fost construit conform noilor standarde antiseismice stabilite după cutremurul din 1977. A fost aleasă o structură economică constructiv, cu grinzi precomprimate de beton, o tehnologie constructivă avansată, realizată cu resurse românești la întreprinderea Granitul. Pasajul principal asigură pe fiecare sens circulația traficului auto pe două benzi și a tramvaiului pe o linie, lățimea totală pentru un sens fiind de 10,50 m cu banda de 1,20 m între ele. În afară de pasajul principal există și 6 pasaje amplasate pe bretelele de legătură cu diversele artere de circulație din zonă. Pasajele de acces din calea Giulești și de coborâre pe calea Giulești asigură circulația vehiculelor pe o bandă în sens unic, având lățimea de 5,50 m. Celelalte pasaje pe bretele asigură circulația rutieră pe două benzi de circulație, câte una pe sens, având o lățime totală de 11,00 m.
După terminarea podului nou, tablierele metalice ale podului vechi au fost îndepărtate, dar pilonii podului inițial au rămas prezenți între liniile de cale ferată. Asupra căii de rulare a podului s-au efectuat de atunci mai multe lucrări de reabilitare și întreținere. 
În forma actuală, podul unește cartierul Crângași de Strada Turda, trecând (de la Vest la Est) pe deasupra căii Giulești, căii ferate spre Gara de Nord și căii Griviței. Podul are opt bretele de acces pentru cele două străzi care trec pe sub el. Pe pod circulă linia de tramvai 41 care este prima linie de metrou ușor din București.
Numele podului vine de la Effingham Grant (1820--1892), secretar al consulatului Regatului Unit la București în prima jumătate a secolului al XIX-lea. După falimentul fabricii sale "Fonderia de la Belvedere", Grant este nevoit să vândă statului o parte din terenurile moștenite de la boierii Golești (Grant fiind căsătorit cu nepoata marelui logofăt Dinicu Golescu). Restul proprietății a fost parcelat de Grant, terenurile fiind vândute lucrătorilor de la CFR.
Podul Grant este unul din simbolurile clubului de fotbal Rapid București, al cărui stadion este plasat lângă una din bretelele de acces.